# NGC 2556
NGC 2556 ist eine Linsenförmige Galaxie vom Hubble-Typ S0 im Sternbild Krebs auf der Ekliptik. Sie ist schätzungsweise 202 Millionen Lichtjahre von der Milchstraße entfernt und hat einen Durchmesser von etwa 40.000 Lichtjahren.

Im selben Himmelsareal befinden sich die Galaxien NGC 2553, NGC 2560, NGC 2562, NGC 2563.
Das Objekt wurde am 17. Februar 1865 vom deutschen Astronomen Albert Marth entdeckt.